# السفينة اس اس فيروود
فيروود كانت السفينة شحن من طراز "هانزا أ"، بُنيت في الأصل باسم "سيليا" عام 1943 بواسطة شركة "لوبيكر ماشيننباو-جيزيلشافت" في لوبيك، ألمانيا، لصالح شركة "إيه. كيرستن" في هامبورغ، ألمانيا. وفي عام 1945، استُولت عليها القوات المتحالفة كغنيمة حرب، ونُقلت ملكيتها إلى وزارة النقل الحربي البريطانية، وأُعيد تسميتها إلى "إمباير جالانت". وفي عام 1947، بيعت السفينة وأُعيد تسميتها إلى "ريتشارد بورشارد". ثم بيعت مرة أخرى في عام 1960 إلى ألمانيا الغربية، وأُعيد تسميتها إلى "فيروود". وظلت السفينة في الخدمة حتى عام 1963، حين تم تفكيكها.

## وصف
بلغ طول السفينة 85.22 مترًا (أي 279 قدمًا و7 بوصات)، وعرضها 13.51 مترًا (أي 44 قدمًا و4 بوصات)، بينما وصل عمقها إلى 4.80 مترًا (أي 15 قدمًا و9 بوصات). وقُدِّرَ إجمالي حمولتها بـ 1923 طنًا، وصافيها بـ 935 طنًا، وحمولتها الساكنة بـ 3400 طن. 
كانت السفينة تعمل بمحرك بخاري مركب، يتألف من أسطوانتين بقطر 42.16 سم (169⁄16 بوصة) وأسطوانتين بقطر 90.16 سم (357⁄16 بوصة)، وبشوط مكبس يبلغ 90.16 سم (357⁄16 بوصة). صُنِّعَ هذا المحرك بواسطة شركة "فاغون-أوند ماشينينباو" المحدودة في غورليتس. وقُدِّرتْ قوة المحرك بـ 1200 حصان بخاري، وكان يدفع مروحة لولبية واحدة، مما يمكّن السفينة من بلوغ سرعة 10.5 عقدة بحرية (19.4 كم/ساعة).

## تاريخ
كانت "سيليا" سفينة شحن من طراز "هانزا أ"، بُنيت عام 1943 في الحوض رقم 402 بواسطة شركة "لوبيكر ماشيننباو-جيزيلشافت" في لوبيك، ألمانيا، لصالح شركة "إيه. كيرستن" في هامبورغ. وقد اكتمل بناؤها في يناير 1944، وكان ميناء تسجيلها هامبورغ.
في شهر مايو من عام ألف وتسعمائة وخمسة وأربعين، استُوليَ على السفينة "سيليا" كغنيمة حرب في مدينة كيل. وسُلِّمَتْ إلى وزارة النقل الحربي البريطانية، وأُعيدَ تسميتُها إلى "إمباير جالانت". وخُصِّصَ لها رمزُ النداء GJGX والرقمُ الرسميُّ البريطاني 180613. وكان ميناءُ تسجيلِها لندن، وكانت تُدارُ بواسطةِ شركةِ لندن وإدنبرة للشحن المحدودة في مدينة ليث. 
في عام 1947، بيعت السفينة "إمباير جالانت" إلى شركة بورشارد (المملكة المتحدة) المحدودة، وأُعيد تسميتها إلى "ريتشارد بورشارد". وعقب إعلان استقلال إسرائيل وبداية الحرب العربية الإسرائيلية ، بدأت مصر سياسة مصادرة البضائع المتجهة إلى فلسطين، والتي قد تُستخدَم في المجهود الحربي الإسرائيلي. وفي 17 مايو، كانت السفينة "ريتشارد بورشارد" راسية في الإسكندرية، حيث صودرت حمولتها التي تضمنت الألمنيوم والفواكه المجففة والآلات ووالمركبات الآلية والأعشاب البحرية والقصدير. وقد زُعم آنذاك أنها سفينة صهيونية مملوكة لإيطاليا. وفي الأول من يناير 1949، اعترضت فرقاطة مصرية وكاسحة ألغام السفينة "ريتشارد بورشارد" على بعد 60 ميلًا بحريًا (110 كم) قبالة سواحل حيفا في إسرائيل. وبعد إطلاق طلقات تحذيرية على مقدمة السفينة، توقفت السفينة، وسُمح لها بمواصلة الإبحار بعد تفتيش أولي للبضائع المهربة.
في عام 1960، بيعت السفينة "ريتشارد بورشارد" إلى شركة "فيربلاي شليبدمبفشيفارت ريديري" في هامبورغ، وأُعيد تسميتها إلى "فيروود". وقد شُغِّلت تحت إدارة شركة "ريتشارد بورشارد" المحدودة. ومع إدخال نظام أرقام المنظمة البحرية الدولية (IMO) في الستينيات، خُصِّص للسفينة "فيروود" الرقم 5111854. واستمرت في الخدمة حتى يناير 1963، حيث فُكِّكت في ساربسبورج، النرويج، بواسطة شركة "أوستفولد شيبشوبوغينغ.  